# Ciobana, Cetatea Albă
Ciobana (în ucraineană Чабанське, transliterat: Ceabanske) este un sat în comuna Serghiești din raionul Cetatea Albă, regiunea Odesa, Ucraina.

## Demografie
Componența lingvistică a localității Ciobana
     Ucraineană (85,92%)
     Rusă (6,34%)
     Română (5,63%)
     Bulgară (2,11%)
Conform recensământului din 2001, majoritatea populației localității Ciobana era vorbitoare de ucraineană (85,92%), existând în minoritate și vorbitori de rusă (6,34%), română (5,63%) și bulgară (2,11%).